# 抽将
抽将是指中国象棋中，一步棋能同时将军和叫吃对方大子（如车、马、炮）的情况。被抽将的一方由于必须保护将帅，所以经常无法保护被叫吃的大子，因此会陷入很大的不利局面。
举例来说，架上中炮，将自己的车放在炮前，车与对方将帅之间又有一子。此时将车横移，炮就会威胁对方的将帅。而横移的车可以挪到对方大子那一列上，这样如果对方的大子没有其他子来保护，也没有在一步之内同时应将和保护大子的办法，车就可以直接吃掉这个大子。
| 抽将红方車四平八，叫将抽吃黑车（文中例子） | 抽将红方炮三進七，叫将抽吃黑车 | 抽将红方炮一平五，叫将抽吃黑车 |